# Charlotte af Preussen
Charlotte af Preussen (tysk: Friederike Luise Charlotte Wilhelmine), i Rusland kaldet Aleksandra Fjodorovna (russisk: Александра Фёдоровна; tr. Aleksandra Fjodorovna) (13. juli 1798 – 1. november 1860), prinsesse af Preussen, og gift kejserinde af Rusland. Charlotte var datter af kong Frederik Vilhelm 3. af Preussen og Louise af Mecklenburg-Strelitz. i 1817 blev Charlotte gift med den senere kejser Nikolaj 1. af Rusland.

## Familie og ungdom
Prinsesse Charlotte af blev født som den ældste overlevende datter og fjerde barn af kong Frederik Vilhelm 3. af Preussen og dronning Louise. Blandt hendes søskende talte den senere tyske kejser  Wilhelm 1. af Tyskland.
Hendes barndom blev præget af de igangværende Napoleonskrigene. Hun og familien måtte flygte og Charlotte voksede op i Memel. Berlin var på det tidspunkt under Napoleon 1.s kontrol.
I 1810 døde Charlottes moder, og hun havde derefter den højeste rang i kongerriget. Hun var hele livet stærkt knyttet til Preussen og til hendes familie, og besøgte dem ofte gennem hele sit liv.
I 1814 kom daværende storfyrst Nikolaj af Rusland på besøg ved det preussiske hof, og det blev besluttet, at han og Charlotte skulle gifte sig med hinanden. Året eftetr blev de forlovet, og de blev ligeledes forelsket i hinanden og nød hinandens selskab.

## Ægteskab
I 1817 rejste Charlotte sammen med sin bror Wilhelm til Rusland. Kort efter sin ankomst konverterede hun til Den russisk-ortodokse kirke og tog efter russisk skik et nyt navn, i hendes tilfælde Aleksandra Fjodorovna.
På hendes 19 års fødselsdag blev parret gift med hinanden i slotskapellet i Vinterpaladset.
Ægteskabet var efter tidens standard lykkeligt og parret var oprigtigt glade for hinanden.

## Russisk storfyrstinde
Aleksandra Fjodorovna havde i første omgang svært ved at tilpasse sig livet i Rusland og hoffet. Hendes konvertering påvirkede hende, og hun fandt de nye omgivelser overvældende. Hun havde et godt forhold til sin svigermoder, enkekejserinde Marija Fjodorovna, men havde et anstrengt forhold til sin svigerinde, kejserinde Jelisaveta Aleksejevna.
Aleksandra brugte de første år på at lære det russiske sprog og kulturen, men da Romanov familien talte tysk og skrev deres breve på fransk, lærte hun aldrig at mestre russisk.

## Kejserinde og enkekejserinde
I 1825 døde Aleksandras svoger, Aleksandr 1. af Rusland og hendes mand var den nye kejser. Det var en urolig tid og en overgang frygtede hun for familiens sikkerhed, da Dekabristopstanden var i gang. Aleksandra blandede sig aldrig i politik, men dedikerede sin tid på familien og børnene.
I 1855 døde Nikolaj 1., og Aleksandra blev enkekejserinde. Hun overlevede sin mand i fem år og døde i 1860. Hun havde livet igennem lidt af et dårligt helbred og brugte nu store dele af sin tid udenfor Rusland.